# Burgstall Haus im See
Der Burgstall Haus im See (auch Haus am See, heute Hindenburgstraße 12) ist eine abgegangene Wasserburg in der heutigen unterfränkischen Gemeinde Rüdenhausen im Landkreis Kitzingen. Insgesamt existierten im Ort drei Befestigungen, neben dem Ansitz im See bestand noch die Veste bei der Kirche und das heute noch bewohnte Alte Schloss der Grafen zu Castell-Rüdenhausen.

## Geschichte
Wahrscheinlich entstand bereits im Hochmittelalter ein befestigtes Wohnhaus inmitten eines Sees im Westen des Dorfes Rüdenhausen. Das Dorf gehörte zwar in den Einflussbereich der Grafen zu Castell, die allerdings ihre Besitzungen an verschiedene Herren zu Lehen vergab. Dies führte dazu, dass Rüdenhausen zu Beginn des Spätmittelalters ein Kondominium verschiedener Rittergeschlechter war. Um 1270 wurden dann insgesamt drei Herrensitze im Dorf urkundlich erwähnt. Während die Schelle von Rüdenhausen im Alten Schloss saßen, waren die Kielholz von Rüdenhausen mit dem Haus im See begütert. Die Veste bei der Kirche gehörte den Herren von März (auch Merz).
Noch im Jahr 1323 urkundete Friedrich Kilholz als Zeuge auf einer Urkunde, in der das Alte Schloss dem Friedrich Colle zu Lehen gegeben wurde. Während später die Fuchs an das Alte Schloss gelangten, wurde das Haus im See in der Folgezeit nicht mehr erwähnt. 1399 scheint die Anlage bereits weitgehend verfallen zu sein. Endgültig verschwand das Haus im See dann im Zuge des Deutschen Bauernkrieges, der im Jahr 1525 auch Rüdenhausen erreichte. Die Stelle, an der früher das Haus stand, wurde in der Folgezeit überbaut und Teil des Dorfes.

## Beschreibung
Von der Anlage des ehemaligen Hauses im See sind keine obertägigen Spuren mehr sichtbar. An der Stelle befindet sich heute eine Hofanlage „Hindenburgstraße 12“, die vom Bayerischen Landesamt für Denkmalpflege nicht als Baudenkmal eingeordnet wurde. Der namensgebende See ist trockengelegt. Lediglich der hier verlaufende Schirnbach, der wahrscheinlich als Burggraben diente, erinnert noch an den Adelssitz im Nordwesten des Siedlungsgebietes von Rüdenhausen. 